# Quemahoning Creek
Der Quemahoning Creek ist ein rund 29 Kilometer langer Nebenfluss des Stonycreek River im Somerset County im Südwesten des US-Bundesstaates Pennsylvania. Er entwässert ein 254 Quadratkilometer großes Gebiet auf der östlichen Seite des Laurel Hill.

## Verlauf
Der Fluss entspringt etwas oberhalb von Zimmerman. Die Quelle führt nicht immer Wasser, so dass er meist einem kleinen See unterhalb von Zimmerman entspringt.
Anfangs fließt er meist in nordöstliche Richtung, wobei er Quecreek und Acosta passiert. Bei Coal Junction nimmt er den North Branch Quemahoning Creek auf, der Wasser aus dem Stausee Lake Gloria mit sich trägt. Kurz darauf, zwischen Jenner und Boswell, nimmt er das Wasser des Stausees Stoughton Lake auf. Der Fluss macht nun einen Bogen Richtung Südosten und wird im Quemahoning Reservoir gestaut. Er verlässt den Stausee im Nordosten und mündet nach zwei weiteren Kilometern von links in den Stonycreek River.